# Kempfeld
Kempfeld ist eine Ortsgemeinde im Landkreis Birkenfeld in Rheinland-Pfalz. Sie gehört der Verbandsgemeinde Herrstein-Rhaunen an. Kempfeld ist ein staatlich anerkannter Erholungsort im Nationalpark Hunsrück-Hochwald.

## Geographie
Kempfeld ist eine Nationalparkgemeinde im Nationalpark Hunsrück-Hochwald und liegt an der Deutschen Edelsteinstraße im südlichen Hunsrück zwischen dem Idarwald im Norden und der Stadt Idar-Oberstein im Süden.
Zu Kempfeld gehört auch der Weiler Katzenloch sowie die Wohnplätze Auf dem Steinberg, Engelsmühlen, Herrenflur und Wildenburg.
Zwischen Sensweiler und Kempfeld liegt die Steinbachtalsperre.

Kempfeld von der Wildenburg aus gesehen

## Name
Der Name des Dorfes lässt auf einen römischen Ursprung schließen. Kempfeld ist, der ersten Silbe nach, eine Ableitung des lateinischen Wortes campus, das Feld bedeutet. Hiermit war wohl das langgezogene, hochgelegene Feld gemeint, das sich von Kempfeld bis hin zum Idarbach erstreckt. Die zweite Silbe ist demnach synonym mit der ersten und entstand wohl erst in nachrömischer Zeit, als der ursprüngliche Ortsname nicht mehr verstanden wurde.

## Geschichte
Sowohl die zu Kempfeld gehörende Wildenburghöhe als auch das Gebiet des Dorfes sind seit der Römerzeit besiedelt. Durch Kempfeld führte über die Wildenburg eine römische Vicinalstraße.
Schriftlich wurde Kempfeld erstmals um das Jahr 1200 in der Liber Aureus der Reichsabtei St. Maximin erwähnt.
Lange Zeit gehörte Kempfeld zum Amt Wildenburg und zu den Wildgrafen. Nach der Auflösung des Amtes Wildenburg und der Französischen Revolution gehörte Kempfeld zum Saardepartement und wurde 1815 im Wiener Kongress Preußen zugeteilt. Bis zur Gründung von Rheinland-Pfalz nach dem Zweiten Weltkrieg verlief südlich von Kempfeld die Grenze zwischen Preußen und dem Fürstentum Birkenfeld, einer Exklave des Freistaats Oldenburg.
Im 19. und 20. Jahrhundert gab es in Kempfeld drei Großbrände. 1811 brannten mehrere Wohnhäuser sowie 1911 Stallungen, ein Schlachthaus, eine Brauerei und die Kirche ab. Beim letzten Großbrand am 30. August 1975 brannten drei Wohnhäuser in der Nähe der Kirche ab.
Von 1886 bis 1969 war Kempfeld Amtsort und gehörte, bis zur rheinland-pfälzischen Verwaltungsreform von 1969, zum Landkreis Bernkastel.

### Absturz eines US-amerikanischen Bombers
Im Zweiten Weltkrieg wurde am 18. November 1944 südöstlich von Kempfeld ein amerikanischer Bomber des Typs B-26 Marauder mit dem Namen Son of Satan von deutscher Flak abgeschossen. Die Maschine war Teil eines Verbands der 555th Bomb Squadron, der ein Versorgungslager in St. Wendel zum Ziel hatte. Aufgrund von Schnee und Nebel war die Sicht stark eingeschränkt, was die Mission erschwerte. Beim Absturz kamen fünf Besatzungsmitglieder ums Leben, ein weiteres wurde gefangen genommen.
Nahe der Absturzstelle, etwa 1,5 km vom Ortsrand entfernt, erinnert heute eine Gedenkplakette an das Ereignis. Sie befindet sich an der Gabelung eines Waldweges und ist auf einem rot-grauen Stein angebracht.

## Wüstungen
Auf der Gemarkung von Kempfeld befinden sich drei Wüstungen untergegangener Dörfer.
Der Ort Balsbach lag westlich von Kempfeld, im Tal Richtung Bruchweiler. Dort sind heute auf einer Kuhweide, umgeben von Bäumen noch Mauerreste zu sehen. Südwestlich des Ortes, nahe dem ehemaligen Festgelände, lag Schalben oder Schalwen. Nach dem Dreißigjährigen Krieg wurden beide Orte bereits als verlassen beschrieben, wobei Schalben noch auf Landkarten bis ins 19. Jahrhundert hinein sichtbar ist. An diese Orte erinnern heute der Flurname Auf Balsbach, Schalben sowie der Schalbenbach, der Name eines Baches, der in der Nähe des ehemaligen Ortes entspringt. In der Nähe der Wildenburg befand sich Tal Wildenburg, eine kleine Gemeinde, in der etwa 15 Familien lebten, welche nach der Aufgabe der Burg als Amtssitz jedoch auch an Bedeutung verlor.

## Bevölkerungsentwicklung
Die Entwicklung der Einwohnerzahl von Kempfeld, die Werte von 1871 bis 1987 beruhen auf Volkszählungen:
| Jahr | Einwohner |
| ---- | --------- |
| 1815 | 256       |
| 1835 | 520       |
| 1871 | 462       |
| 1905 | 511       |
| 1939 | 672       |

| Jahr | Einwohner |
| ---- | --------- |
| 1950 | 716       |
| 1961 | 792       |
| 1970 | 835       |
| 1987 | 783       |
| 1993 | 832       |

| Jahr | Einwohner |
| ---- | --------- |
| 1999 | 803       |
| 2005 | 847       |
| 2011 | 838       |
| 2017 | 758       |
| 2023 | 764       |

## Politik

### Gemeinderat
Der Gemeinderat in Kempfeld besteht aus zwölf Ratsmitgliedern, die bei der Kommunalwahl am 9. Juni 2024 in einer Mehrheitswahl gewählt wurden, und dem ehrenamtlichen Ortsbürgermeister als Vorsitzendem.

### Bürgermeister
Heiko Kempf wurde bei der konstituierenden Sitzung am 26. August 2024 durch eine Wahl innerhalb des Gemeinderats Ortsbürgermeister von Kempfeld, nachdem sich sein Vorgänger Horst Albohr, der das Amt seit 2014 ausgeübt hatte, nicht mehr zur Wahl stellte und für die Direktwahl am 9. Juni 2024 auch kein anderer Wahlvorschlag eingereicht worden war.
Albohrs Vorgänger Wolfgang Wannemacher hatte das Amt von 1999 bis 2014 ausgeübt.

## Kultur und Sehenswürdigkeiten
Zum Ort gehört die Wildenburg und ein Wildfreigehege am Wildenburger Kopf, und die evangelische Kirche, die 1912 in Folge des Großbrands nach Plänen des Architekten August Senz eingeweiht wurde.

### Haus Herrenflur „Villa Hommel“

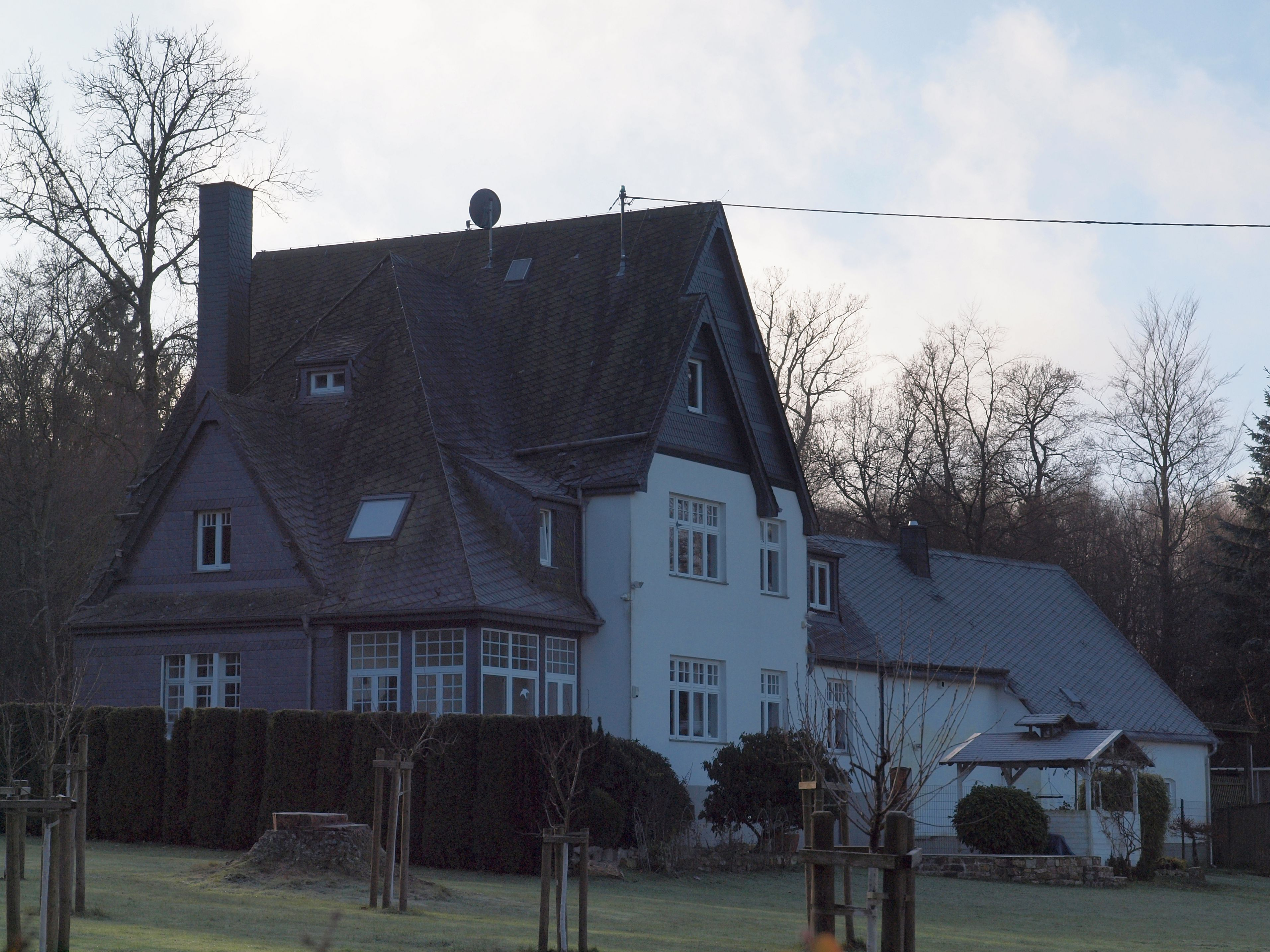
Haus Herrenflur „Villa Hommel“ (2017)

Ein bedeutendes kulturhistorisches Bauwerk in Kempfeld ist das Haus Herrenflur, auch bekannt als Villa Hommel, am Ortsausgang zur Wildenburg. Sie wurde 1910–1911 durch den Industriellen Hermann Alexander Hommel, nach Plänen seines Schwiegersohnes Albert Friedrich Speer erbaut. Das 6.000 Quadratmeter große Anwesen diente ihm und seiner Familie als Sommerresidenz sowie als Ort für Jagdgesellschaften und geschäftliche Begegnungen.
Besondere historische Bedeutung erlangte die Villa am 23. Dezember 1918, als der US-Offizier John J. Pershing und sein Adjutant George C. Marshall, der spätere Architekt des Marshall-Plans, dort Quartier bezogen. Während der Besatzungszeit nach dem Ersten Weltkrieg war die Villa von den amerikanischen Truppen beschlagnahmt worden.
Auch Hommels Enkel Albert Speer, der spätere Architekt und NS-Rüstungsminister Adolf Hitlers, verbrachte als Kind und Jugendlicher Zeit in der Villa.
Nach Hommels Tod im Jahr 1921 wurde das Gebäude mehrfach verkauft und diente ab 1927 als Forstdienstwohnung. Von 1964 bis 2003 war es Sitz des Forstamtes Kempfeld. Seit 2004 befindet sich die Villa in Privatbesitz.
Siehe auch:
- Liste der Kulturdenkmäler in Kempfeld
- Liste der Naturdenkmale in Kempfeld

## Wirtschaft und Infrastruktur

### Öffentliche Einrichtungen
Im Kempfeld gibt es einen Kindergarten und am Ortsausgang zur Wildenburg eine Grundschule. Am Ortsrand in Richtung Herrstein befindet sich ein Solarpark.

### Tourismus
Kempfeld ist der Endpunkt einer Etappe des Fernwanderwegs Saar-Hunsrück-Steig.
Der Ort liegt im Nationalpark Hunsrück-Hochwald. Bei der Wildenburg befindet sich ein Nationalparktor, das mit dem dort gelegenen Wildpark mit Wildkatzen und Wölfen einen Eintritt in den Nationalpark verschafft.

## Trivia
In Köln im Stadtteil Sülz, in Mörschied und in Herborn (bei Idar-Oberstein) gibt es jeweils eine Kempfelder Straße.

## Persönlichkeiten
- Carlos Trein Filho (1847–?), deutsch-brasilianischer Architekt und Politiker, wurde in Kempfeld geboren.
- Emil Ilse (1864–1943), General der Artillerie, wurde in Kempfeld geboren.
- Hans König (1916–1999), Politiker (SPD), war von 1948 bis 1957 Bürgermeister des Amtes Kempfeld.
- Helmut Träbert (1920–1974), Arzt und Wissenschaftler, lebte und praktizierte in Kempfeld.